# 監獄JACK
『監獄JACK』（かんごくジャック）とは2008年5月19日にアリストクラートテクノロジーズから発売されたパチスロ機（5号機）である。
『マッハGoGoGo2』に続くパチスロ最新作である。

## 概要
BIG BONUS（BB）とREG BONUS（RB）の2種類のボーナスと、チャンスゾーン（CZ)「脱走CHANCE」とリプレイタイム（RT）「大脱走CHANCE」が搭載されている。ゲームシステム自体は前作『マッハGoGoGo2』に似ている。
成立ラインは上段・下段・ナナメの4ライン。

### BONUS
BIG BONUS
ビッグボーナスは赤7揃い・青7揃いの2種類で348枚を超える払出枚数で終了。獲得純増枚数は約270枚。
ボーナス終了後にCZ「脱走CHANCE」に突入する。RT突入率は赤7の方が、青7よりも高め。
REG BONUS
レギュラーボーナスは赤赤青・青青赤の2種類で116枚を超える払出で終了。獲得純増枚数は約100枚。
ボーナス終了後にCZ「脱走CHANCE」に突入する。RT突入率は赤頭の方が、青頭よりも高め。

### 脱走CHANCE
「脱走CHANCE」（だっそうチャンス）はチャンスゾーン。全てのボーナス終了後、通常時190G周期、RT「大脱走CHANCE」終了で突入する。終了条件は特殊リプレイ成立によるRT「大脱走CHANCE」突入、通常リプレイ当選による転落、ボーナス成立した場合である。
演出発生でRT突入期待度が上がる。

### 大脱走CHANCE
「大脱走CHANCE」（だいだっそうチャンス）はリプレイタイム。CZ「脱走CHANCE」で特殊リプレイが成立した場合突入する。終了条件は50G完走、及びボーナス当選。50G完走型（規定ゲーム数終了まで継続する）RTであるため、RT中にボーナスに当選した場合ボーナスを揃えないように注意が必要（揃えても問題はない）。RT中は目押し不要。純増枚数は約0.6枚/1G。
ステージ中はステップアップでボーナス当選の期待度を告知する。STAGE.4まで発展すればボーナス確定。
- STAGE.1：脱走通常の通路。
- STAGE.2：脱走通路にランプが出現する。
- STAGE.3：トロッコで滑走する。
- STAGE.4：超高速のトロッコで滑走する。

RT最後の5Gではボーナス判定の連続演出が発生する。警備員に取り囲まれるが、逃げ切れればボーナス確定。

### 小役同時当選
当機は小役同時抽選を採用しており、その期待度は赤頭BAR・青頭BAR>赤チェリー・青チェリー>BARBAR赤・BARBAR青>スイカの順。

## 登場キャラクター
JACK（ジャック）
主人公。脱獄マニアで世界中全ての監獄から脱獄することを企んでいる。女と酒には非常に弱い。
MOG（モグ）
ジャックの相棒のモグラ。ジャックの脱獄の手伝いをしている。